# Заринское сельское поселение (Кировская область)
Заринское се́льское поселе́ние — упразднённое муниципальное образование в Опаринском районе Кировской области Российской Федерации.
Административный центр — посёлок Заря.

## История
Заринское сельское поселение образовано 1 января 2006 года согласно Закону Кировской области от 07.12.2004 № 284-ЗО.
К 2021 году упразднено в связи с преобразованием муниципального района в муниципальный округ.

## Население
| 2010 | 2012  | 2013 | 2014 | 2015 | 2016 | 2017 |
| ---- | ----- | ---- | ---- | ---- | ---- | ---- |
| 1064 | ↘1021 | ↘983 | ↘952 | ↘896 | ↘866 | ↘858 |
| 2018 | 2019  | 2020 | 2021 |      |      |      |
| ↘818 | ↘773  | ↘730 | ↘666 |      |      |      |

## Состав сельского поселения
| № | Населённый пункт | Тип населённого пункта          | Население |
| - | ---------------- | ------------------------------- | --------- |
| 1 | Заря             | посёлок, административный центр | ↘666      |